# Ladislav Kovács
Ladislav „GuardiaN“ Kovács (* 9. Juli 1991 in Bratislava) ist ein ehemaliger slowakischer E-Sportler, welcher in der Disziplin Counter-Strike: Global Offensive aktiv war.

## Karriere
Kovács war schon vor dem Umstieg auf Counter-Strike: Global Offensive im Jahr 2012 sehr erfolgreich in den Vorgängern Counter-Strike 1.6 und Counter-Strike: Source. So spielte er unter anderen für IQFIGHTERS, DEFEATERS, Corecell, und SGC. Da es in Counter-Strike: Source immer weniger Events und Ligen gab, wechselte auch Kovács in die Counter-Strike: Global Offensive Szene. Dort war Kovács innerhalb von 2 Jahren in mehr als 5 Teams unterwegs, bevor er bei Virtus.pro als Stand-In punkten konnte. Als schließlich Dauren „AdreN“ Kystaubayev bei Virtus.pro zurücktrat und Kovács schon Erfahrung hatte, wurde er unter Vertrag genommen.
Noch im gleichen Jahr wechselte er zu Natus Vincere, welche seit dem Wechsel von Counter-Strike 1.6 auf Counter-Strike: Global Offensive keine Erfolge mehr erbrachten. Seit dem 9. Dezember spielt Kovács nun für Na'Vi. Den wohl größten Schicksalsschlag erlitt Kovács während der MLG Major Championship: Columbus 2016. Natus Vincere & SK Gaming, damals noch Luminosity Gaming, gingen als Hauptfavoriten in das Major. Trotz einer Handverletzung spielte Kovács das gesamte Turnier mit 5-facher Sensitivität. Trotz einer starken Leistung hat das Team rund um Kovács verloren. Aufgrund dieser Verletzung nahm sich Kovács eine Auszeit. Im folgenden Monat wurde Kovács mit dem Team von HLTV.org zur Nr. 1 der Welt gewählt.
Nach dem großen Umschwung im Na'Vi Lineup konnte Kovács man dem großen Sieg bei der ESL One New York 2016 sein Team zu einem weiteren Erfolg führen. Anschließend gab es aber keine weiteren Erfolge für Kovács. So gab das Team beim PGL Major sogar den Legendenstatus ab. Dies reichte Kovács und gab am 28. Juli 2017 bekannt, vom aktiven Lineup von Na'Vi zurückzutreten. Als Grund für diesen Entscheid nannte er den Ausstoß von Danylo Teslenko von Natus Vincere, da er unter dem neuen Lineup nicht spielen konnte wie es für ihn am besten passe.
Am 3. August 2017 wurde Kovács bei FaZe Clan vorgestellt. Mit seinem neuen Team gewann er in diesem Jahr die ESL One: New York 2017, das Eleague CS:GO Premier 2017 und die Esports Championship Series Season 4. Außerdem erreichte er den zweiten Rang bei der Intel Extreme Masters XII - Oakland und der ESL Pro League Season 6.
2018 begann für Kovács mit einem zweiten Platz im Eleague Major: Boston 2018 nach einer 1:2-Niederlage gegen Cloud9. Anschließend gewann er die Intel Extreme Masters XIII - Sydney und die ESL One: Belo Horizonte 2018. Zudem erreichte er den 2. Platz bei der Intel Extreme Masters XII - World Championship und das Halbfinale bei dem V4 Future Sports Festival - Budapest 2018, der ESL Pro League Season 7, der Esports Championship Series Season 5 und der ESL One: Cologne 2018. Das zweite Major des Jahres, das Faceit Major: London 2018, beendete er auf dem 5.–8. Rang. Das Jahr beendete er mit einem Sieg im Epicenter 2018 und einem Halbfinaleinzug im Intel Extreme Masters XIII - Chicago.
Im folgenden Jahr gewann er das Eleague CS:GO Invitational 2019, die Blast Pro Series: Miami 2019. Zudem erreichte das Finale bei der Blast Pro Series: Los Angeles 2019 und das Halbfinale bei der DreamHack Masters Dallas 2019. Das StarLadder Berlin Major 2019 beendete er auf dem 12.–14. Rang. Am 20. September 2019 wechselte Guardian zurück zu Natus Vincere. In diesem Jahr erzielte er mit Natus Vincere den dritten Platz bei der Blast Pro Series: Copenhagen 2019 und das Halbfinale bei der DreamHack Masters Malmö 2019 und der ESL Pro League Season 10.
Im Januar 2020 wurde Kovács auf die Bank gesetzt. In diesem Jahr hatte er vereinzelt Einsätze als Ersatzspieler bei anderen Teams. 2021 spielte er kurzzeitig für den Trident Clan und BEZ ZP. Im September wechselte er zum Team Singularity, welches er im Februar 2022 wieder verließ. Von Mai 2022 bis Dezember 2022 spielte er beim slowakischen Team Team Sampi. Im März 2025 beendete er seine Karriere.

## Erfolge (Auszug)
Die folgende Tabelle zeigt die wichtigsten Erfolge von Kovács.
| Jahr | Platz   | Turnier                                       |  | Team          | Persönliches Preisgeld |
| ---- | ------- | --------------------------------------------- |  | ------------- | ---------------------- |
| 2013 | 2.      | RaidCall EMS One Summer 2013                  |  | Virtus.pro    | 01.400 $               |
| 2014 | 1.      | Star Ladder StarSeries Season IX              |  | Natus Vincere | 02.800 $               |
| 2014 | 2.      | DreamHack Summer 2014                         |  | Natus Vincere | 01.000 $               |
| 2014 | 5. – 8. | ESL One Cologne 2014                          |  | Natus Vincere | 02.000 $               |
| 2014 | 2.      | Star Ladder StarSeries Season X               |  | Natus Vincere | 01.400 $               |
| 2014 | 2.      | Star Ladder StarSeries Season XI              |  | Natus Vincere | 01.800 $               |
| 2014 | 4.      | ESWC 2014                                     |  | Natus Vincere | 01.000 $               |
| 2014 | 3. – 4. | DreamHack Winter 2014                         |  | Natus Vincere | 04.400 $               |
| 2015 | 5. – 8. | ESL One Katowice 2015                         |  | Natus Vincere | 02.000 $               |
| 2015 | 1.      | ESL Pro League Winter 2014/15                 |  | Natus Vincere | 03.000 $               |
| 2015 | 3.      | Fragbite Masters Season 4                     |  | Natus Vincere | 018.000 SEK            |
| 2015 | 1.      | SLTV StarSeries Season XIII                   |  | Natus Vincere | 04.400 $               |
| 2015 | 1.      | ESWC Montréal 2015                            |  | Natus Vincere | 06.000 $               |
| 2015 | 3. – 4. | FACEIT League 2015 Stage 2                    |  | Natus Vincere | 02.000 $               |
| 2015 | 2.      | CEVO Pro Season 7                             |  | Natus Vincere | 03.000 $               |
| 2015 | 2.      | DreamHack Cluj-Napoca 2015                    |  | Natus Vincere | 010.000 $              |
| 2015 | 3.      | ESL ESEA Pro League Season 2 EU Division      |  | Natus Vincere | 03.000 $               |
| 2015 | 1.      | Intel Extreme Masters Season X – San Jose     |  | Natus Vincere | 011.250 $              |
| 2015 | 2.      | ESL ESEA Pro League Season 2 Finals           |  | Natus Vincere | 012.000 $              |
| 2016 | 2.      | SL i League StarSeries XVI Finals             |  | Natus Vincere | 08.000 $               |
| 2016 | 1.      | DreamHack Zowie Open Leipzig 2016             |  | Natus Vincere | 010.000 $              |
| 2016 | 3. – 4. | IEM X – World Championship                    |  | Natus Vincere | 04.600 $               |
| 2016 | 1.      | Counter Pit League Season 2                   |  | Natus Vincere | 08.000 $               |
| 2016 | 2.      | MLG Major Championship: Columbus 2016         |  | Natus Vincere | 030.000 $              |
| 2016 | 2.      | DreamHack Masters Malmö 2016                  |  | Natus Vincere | 010.000 $              |
| 2016 | 5.      | ESL Pro League Season 3 EU Division           |  | Natus Vincere | 05.400 $               |
| 2016 | 2.      | Star Ladder i-League Invitational             |  | Natus Vincere | 04.000 $               |
| 2016 | 5. – 8. | ESL One Cologne 2016                          |  | Natus Vincere | 07.000 $               |
| 2016 | 3. – 4. | Eleague Season 1                              |  | Natus Vincere | 012.000 $              |
| 2016 | 1.      | ESL One New York 2016                         |  | Natus Vincere | 025.000 $              |
| 2016 | 3. – 4. | EPICENTER 2016 – Finals                       |  | Natus Vincere | 08.000 $               |
| 2017 | 5. – 8. | Eleague Major: Atlanta 2017                   |  | Natus Vincere | 07.000 $               |
| 2017 | 5. – 8. | DreamHack Masters Las Vegas 2017              |  | Natus Vincere | 03.000 $               |
| 2017 | 3. – 4. | Star Ladder i-League Invitational – Season 3  |  | Natus Vincere | 05.000 $               |
| 2017 | 2.      | Adrenaline Cyber League 2017                  |  | Natus Vincere | 05.000 $               |
| 2017 | 3. – 4. | ESL One Cologne 2017                          |  | Natus Vincere | 04.000 $               |
| 2017 | 1.      | ESL One New York 2017                         |  | FaZe Clan     | 025.000 $              |
| 2017 | 1.      | Eleague Premier 2017                          |  | FaZe Clan     | 100.000 $              |
| 2017 | 2.      | IEM XII – Oakland                             |  | FaZe Clan     | 010.800 $              |
| 2017 | 3.      | BLAST Pro Series: Copenhagen 2017             |  | FaZe Clan     | 05.000 $               |
| 2017 | 1.      | BLAST Pro Standoff: Copenhagen 2017           |  | FaZe Clan     | 04.000 $               |
| 2017 | 2.      | ESL Pro League Season 6 – Finals              |  | FaZe Clan     | 020.000 $              |
| 2017 | 1.      | Esports Championship Series Season 4 – Finals |  | FaZe Clan     | 050.000 $              |
| 2018 | 2.      | Eleague Major: Boston 2018                    |  | FaZe Clan     | 030.000 $              |
| 2018 | 2.      | IEM XII – Katowice: World Championship        |  | FaZe Clan     | 020.400 $              |
| 2018 | 3.      | V4 Future Sports Festival 2018                |  | FaZe Clan     | $61,790.35             |
| 2018 | 1.      | IEM Sydney 2018                               |  | FaZe Clan     | $20,000                |
| 2018 | 3.      | ESL Pro League Season 7 Finals                |  | FaZe Clan     | $55,000                |
| 2018 | 3.      | ECS Season 5 Finals                           |  | FaZe Clan     | $65,000                |
| 2018 | 1.      | ESL One Belo Horizonte 2018                   |  | FaZe Clan     | $20,000                |
| 2018 | 3.      | ESL One Cologne 2018                          |  | FaZe Clan     | $22,000                |
| 2018 | 1.      | EPICENTER 2018                                |  | FaZe Clan     | $30,000                |
| 2018 | 3.      | IEM Chicago 2018                              |  | FaZe Clan     | $20,000                |
| 2019 | 1.      | ELEAGUE CS:GO Invitational 2019               |  | FaZe Clan     | $80,000                |
| 2019 | 1.      | BLAST Pro Series Miami 2019                   |  | FaZe Clan     | $25,000                |
| 2019 | 3.      | DreamHack Masters Dallas 2019                 |  | FaZe Clan     | $22,000                |
| 2019 | 2.      | BLAST Pro Series Los Angeles 2019             |  | FaZe Clan     | $50,000                |
| 2019 | 3.      | DreamHack Masters Malmö 2019                  |  | Natus Vincere | $22,000                |
| 2019 | 3.      | BLAST Pro Series Copenhagen 2019              |  | Natus Vincere | $25,000                |
| 2019 | 3.      | ESL Pro League Season 10 Finals               |  | Natus Vincere | $40,000                |

## Auszeichnungen
- MVP-Auszeichnung von HLTV. org bei der Game Show Season 1 Finals, der ESL Pro League Winter 2014/15 Finals, der SLTV StarSeries XIII Finals, dem ESWC 2015, der IEM San Jose 2015, der Counter Pit League Season 2 Finals, der IEM Sydney 2018 und dem ELEAGUE CS:GO Invitational 2019.[12]
- Von HLTV.org als Nr. 10. der Welt im Jahr 2013 gewählt.[13]
- Von HLTV.org als Nr. 11. der Welt im Jahr 2014 gewählt.[14]
- Von HLTV.org als Nr. 2. der Welt im Jahr 2015 gewählt.[15]
- Von HLTV.org als Nr. 17. der Welt im Jahr 2016 gewählt.[16]
- Von HLTV.org als Nr. 9. der Welt im Jahr 2017 gewählt.[17]
- Von HLTV.org als Nr. 11. der Welt im Jahr 2018 gewählt.[18]